# Historia de Florida
La Historia de Florida comienza cuando los primeros pueblos nativos empezaron a habitar la península hacia 12.000 a. C., estos dejaron artefactos y evidencia arqueológica. La historia registrada de Florida comienza con la llegada del explorador español Juan Ponce de León en 1513. El estado recibió su nombre gracias al conquistador, quien nombró la península como “La Pascua Florida” en honor a su paisaje frondoso y porque era la temporada de Pascua.
Esta área fue el primer territorio continental de los Estados Unidos colonizada por los europeos. Por eso, 1513 marcó el inicio de la Frontera americana. Desde el tiempo del primer contacto, Florida ha experimentado muchas oleadas de inmigración, incluyendo colonos franceses y españoles en el siglo XVI, la entrada de grupos indígenas de otras regiones del Sur, y a esclavos y libertos negros, en los siglo XIX llamados semínolas negros. Florida estaba bajo el dominio de España, Francia, y el Imperio británico durante los siglos XVIII y XIX antes de convertirse en territorio de los Estados Unidos en 1821. Dos décadas más tarde, en 1845, Florida entró en la unión como el vigésimo séptimo estado. Desde el siglo XIX, inmigrantes han llegado de Europa, Latinoamérica, África, y Asia.
Florida tiene el apodo del "Estado de Sol" debido a su clima cálido y muchos días de sol, los que han atraído a inmigrantes norteños y turistas desde los 1920. Una población diversa y economía urbana se han desarrollado. En 2011, Florida, con más de 19 millones de personas, superó Nueva York y se convirtió en el tercer estado más poblado de los Estados Unidos.
La economía se ha desarrollado a lo largo del tiempo. Empezó con la explotación de recursos naturales, incluyendo la tala, la minería, la pesca, y el buceo para esponjas, junto con el ganado y el cultivo de cítricos. Más tarde llegó la industria del turismo, la propiedad inmobiliaria, el comercio, la banca, y los negocios de jubilación.

## Historia temprana

### Historia geológica

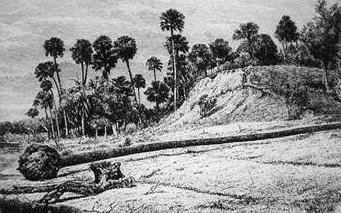
Un conchero en Enterprise, Florida en 1875.

El cimiento de Florida estaba en el continente de Gondwana en el Polo sur hace 650 millones de años. Cuando Gondwana chocó con el continente de Laurentia hace 300 millones de años, el cimiento se había traslado más al norte. Para hace 200 millones de años, los continentes combinados se habían traslado al norte del ecuador. Para entonces, Florida estaba rodeada por un desierto, en medio de un nuevo continente, Pangea. Cuando Pangea se desintegró hace 115 millones de años, Florida tomó la forma de una península. La masa continental emergente de Florida fue Orange Island, una isla baja sobre la carbonata Plataforma de Florida, la que surgió hace hacia 30 millones de años.
Cuando la glaciación congeló mucha del agua del mundo hace 2.58 millones de años, el nivel del mar bajó rápidamente. Era aproximadamente 100 metros más bajo que los niveles presentes. Como resultado, la península de Florda surgió, y ganó un área de cerca de dos veces la de hoy. Florida también tenía una clima más árida y fría que la de hoy. Había pocos ríos o humedales.

### Los primeros floridanos
Los paleoamericanos entró Florida al menos hace 14.000 años, durante el último periodo glacial. Con niveles de mar más bajos, la península de Florida era mucho más ancha, y el clima era más frío y mucho más árido que el actual. Sólo se podía hallar agua dulce en dolinas y cuencas hidrográficas de caliza, y la actividad peleoamerica alrededor de esas escasas fuentes de agua (como el sitio Page-Ladson en el río Aucilla) ha provisto artefactos, incluyendo las puntas clovis.
Excavaciones en una cantera antigua proporcionaron "implementos crudos de piedra" que mostraban marcas de uso extensivo. La datación por termoluminiscencia y el análisis de meteorización los dataron de 26,000 a 28,000 años. Sin embargo, los resultados son controvertidos, y no se consiguieron fondos para más investigaciones.
Mientras los glaciares empezaron a retirarse hacia 8000 a. C., el clima de Florida se volvió más cálido y más húmedo. Al derretirse los glaciares subieron los niveles del mar, y así redujeron la masa continental. Muchos sitios de habitación prehistórica a lo largo de la vieja costa se sumergieron, y por eso artefactos de las tempranas culturas costeras son difíciles encontrar. La cultura peleoamericana fue reemplazada por, o se convirtió en, la cultura arcaica. Con un incremento de población y fuentes de agua, gente ocupaba más sitios, y así se han encontrado más artefactos de este tiempo. Arqueólogos han aprendido mucho sobre el pueblo de la época arcaica de los descubrimientos en el sitio arqueológico de Windover Pond. El periodo temprano arcaico evolucionó hacia el periodo medio arcaico hacia 5000 a. C. Gente empezó a morar en pueblos cerca de los humedales y a lo largo de la costa en sitios ocupados por generaciones múltiples.
El periodo tarde arcaico empezó hacia 3000 a. C., cuando la clima de Florida había llegado a las condiciones contemporáneas y el mar había llegado cerca de su nivel presente. La gente ocupaba humedales de agua dulce y salada. Grandes concheros se acumularon en esta época. Mucha gente vivía en grandes pueblos con montículos de tierra, como en Horr's Island, la que albergaba la comunidad continuamente habitada más grande del periodo arcaico en los Estados Unidos del sureste. También tiene el túmulo más viejo en el Este, de hacia 1450 a. C. Para 2000 a. C., se había iniciado la producción de cerámica cocida en Florida. Para 500 a. C., la cultura arcaica, la que había sido bastante uniforme por toda de Florida, empezó a fragmentarse en culturas regionales.
Las culturas posarcaicas de Florida del sur y del este se desarrollaron en la relativa aislación. Es verosímil que la gente que vivía en esas áreas en el tiempo del contacto europeo eran los descendientes de los habitantes de las áreas en los tiempos tarde-arcaicas y silvícolas. Las culturas de la franja de Florida y la Costa norte y central del Golfo eran influenciadas por la cultura misisipiana, y produjeron dos variantes locales llamadas la cultura de Pensacola y la cultura de Fort Walton.
La continuidad en la historia cultural sugiere que los pueblos de estas áreas descendían de los habitantes del periodo arcaico. En la franja y las partes norteñas de la península, se adoptó el cultivo del maíz. Su cultivo era limitado o ausente de las tribus que vivían al sur de los pueblos timucua-hablantes. Los pueblos de Florida del sur dependían de los estuarios ricos y desarrollaron una sociedad muy compleja, pero sin agricultura.

### El contacto europeo y sus consecuencias

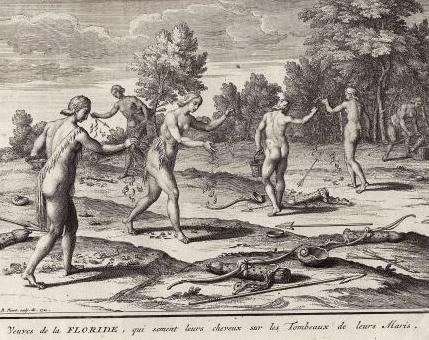
Un grabado en cobre de los indígenas de Florida, de Bernard Picart, hacia 1721.

En el momento del primer contacto europeo a inicios del siglo XVI, Florida era habitada por cerca de 350.000 personas en varias tribus. El Imperio español mandó exploradores españoles, quienes anotaron casi cien nombres de grupos que habían encontrado, de entidades políticas organizadas como los Apalache, con una población de cerca de 50,000, a pueblos sin afiliación política conocida. Había cerca de 150.000 hablantes de timucua, pero los timucua eran organizados como grupos de pueblos y no compartían una cultura común.
Otras tribus en Florida en el momento del primer contacto incluían los Ais, Calusa, Jaega, Mayaimi, Tequesta y Tocobaga. Exploradores tempranos como Álvaro Mexia escribieron de ellas; se ha descubierto otra información mediante investigaciones arqueológicas. Las poblaciones de todas estas tribus disminuyeron rápidamente durante el periodo de control español, principalmente mediante epidemias de las nuevamente introducidas infecciones, para las que los indígenas carecían de inmunidad natural. La población disminuida de los indígenas originales permitió que grupos extranjeros, como los seminolas, se mudaran en el área hacia 1700.
A principios del siglo XVII, cuando los pueblos indígenas ya tenían poblaciones muy reducidas tribus de áreas al norte de Florida, con armas suministradas por blancos, y ocasionalmente acompañados por colonos de la Provincia de Carolina, saquearon Florida. Quemaron pueblos, hirieron a los habitantes y llevaron a los cautivos a Charleston para venderlos como esclavos. La mayoría de los pueblos de Florida fueron abandonados, y los sobrevivientes se refugiaron en San Agustín o en sitios aislados. Muchas tribus desaparecieron en ese periodo y para el fin del siglo XVII.
Algunos de los apalache eventualmente llegaron a Luisiana, donde sobrevivieron como un grupo distinto por al menos un siglo más. Los españoles evacuaron los pocos sobrevivientes de tribus floridanas a Cuba en 1763 cuando Españo trasladó el control del territorio al Imperio británico tras la victoria británica en la guerra de los Siete Años. Tras la guerra, la tribu seminola, originalmente una rama del pueblo creek que absorbió otros grupos, se desarrolló como una tribu distinta en Florida durante el siglo XVII mediante el proceso de etnogénesis. Ahora tiene tres tribus federalmente reconocidas: la más grande es la Nación Semínola de Oklahoma, formada tras la expulsión en los 1830; las otras son la Tribu Semínola de Florida y la Tribu Mikasuki de Indios de Florida.

## Lugar de batalla colonial

### Primer gobierno español (1513–1763)

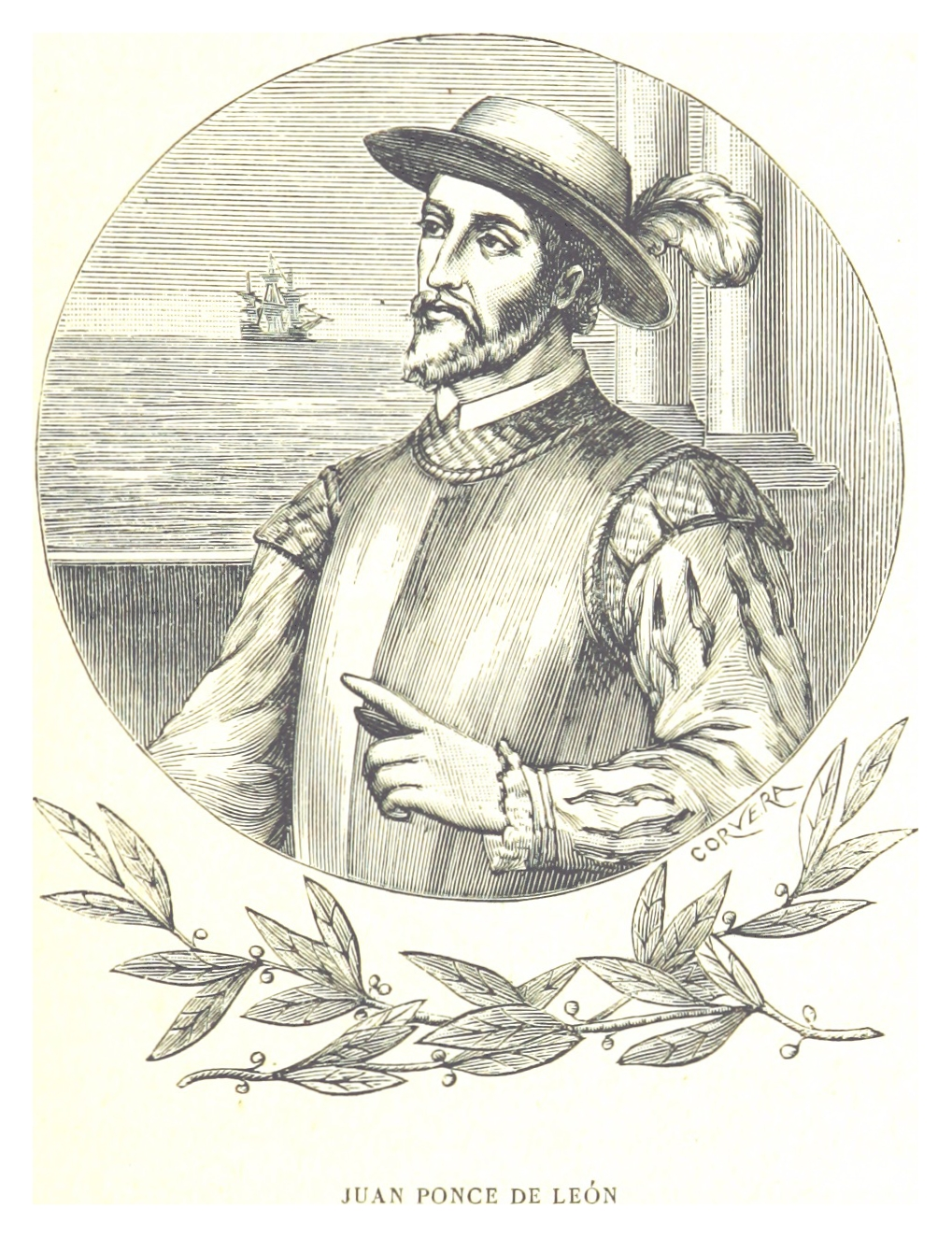
Juan Ponce de León (Santervás de Campos, Valladolid, Spain). Fue uno de los primeros europeos en poner el pie en los presentes Estados Unidos; guio la primera expedición europea a Florida, la que nombró.

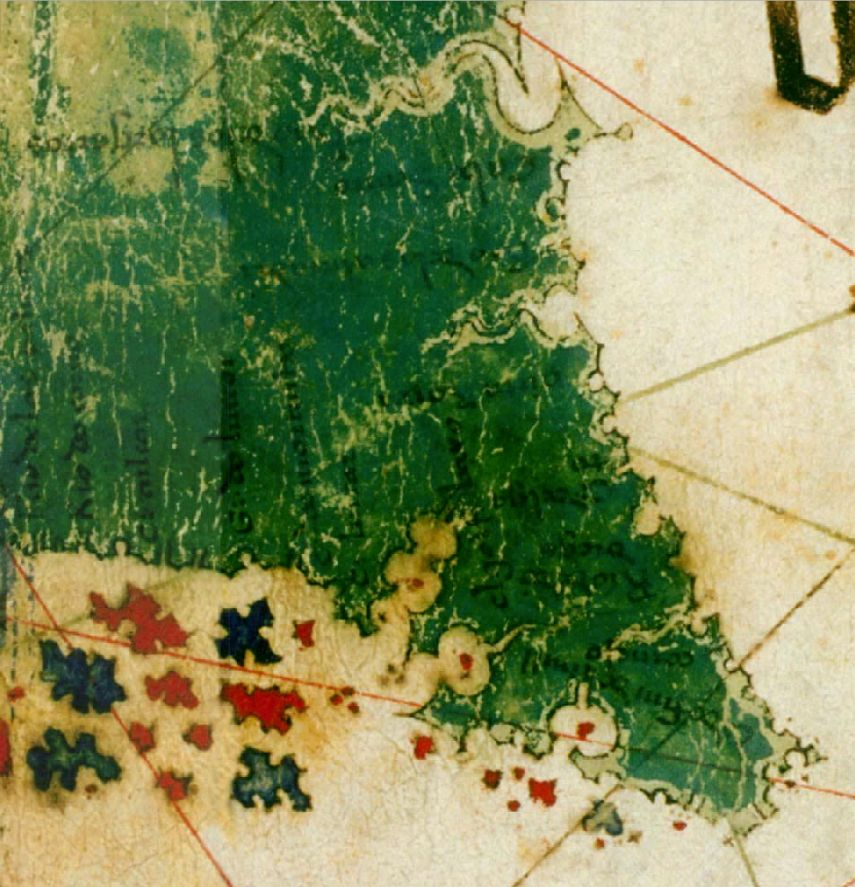
Una parte del Planisferio de Cantino de 1502, la que posiblemente ilustra Florida

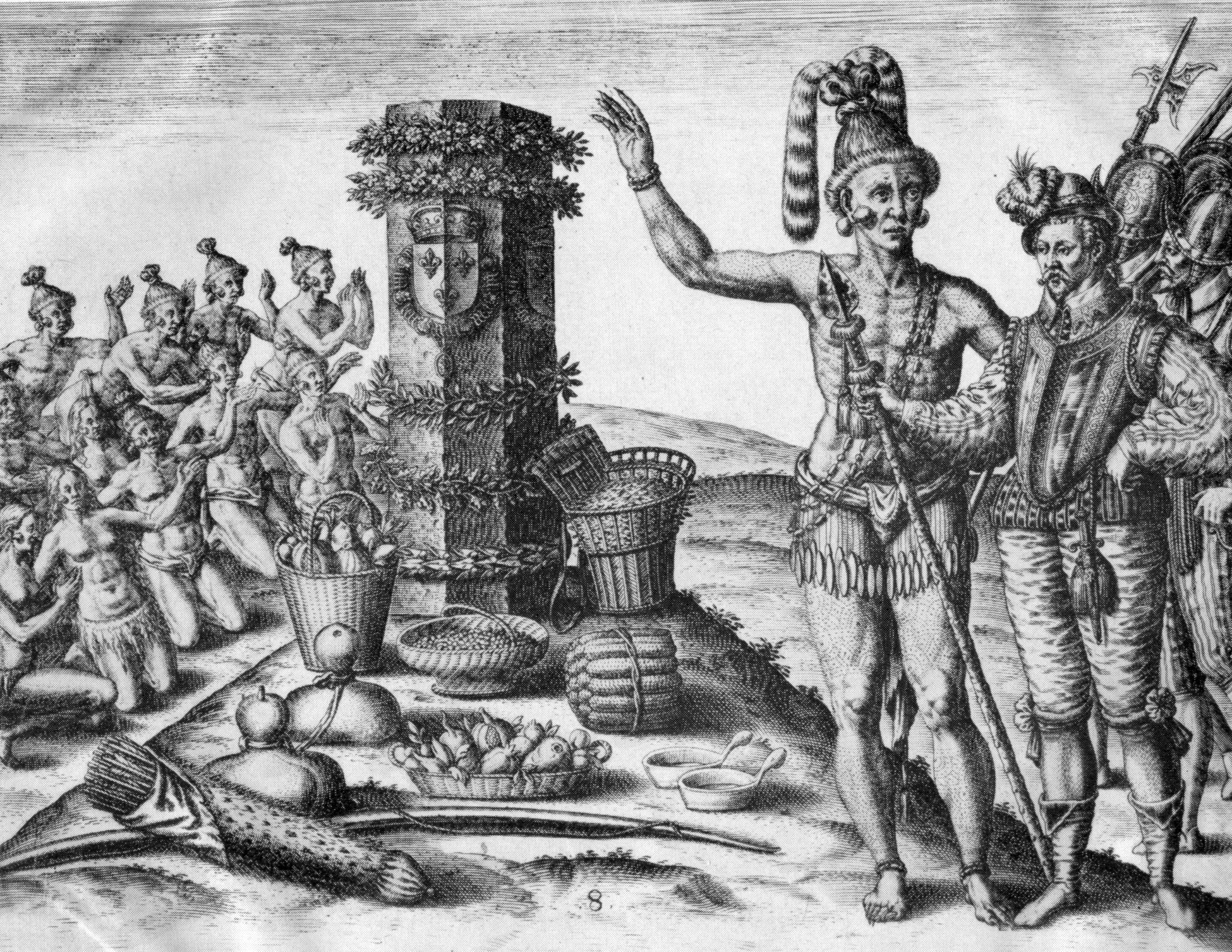
Los timicua en una columna erigida por los franceses en 1562.

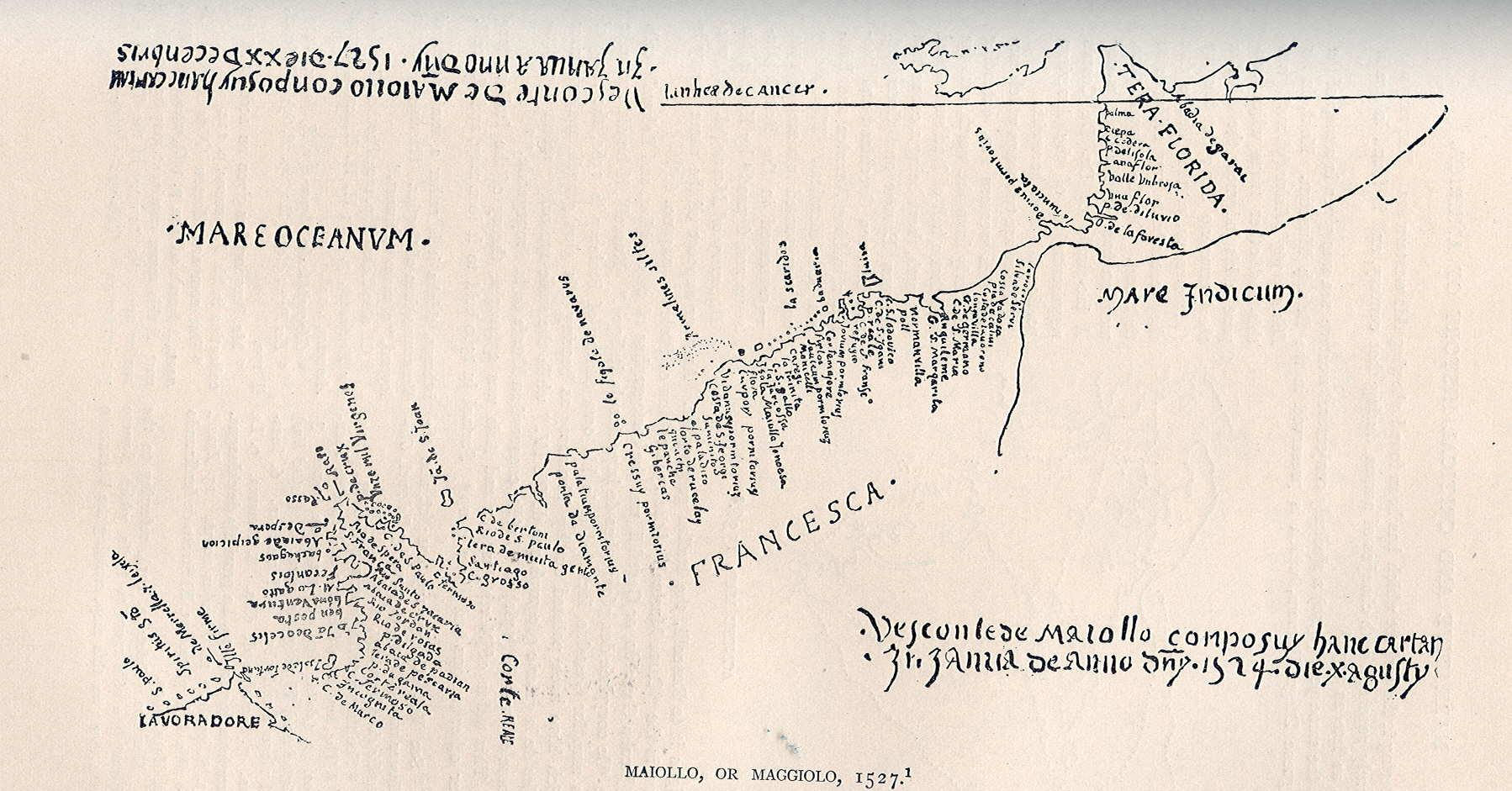
Un mapa de 1527 de Vesconte Maggiolo que ilustra la costa oriental de Norteamérica con "Tera Florida" en la parte superior y "Lavoradore" al pie.

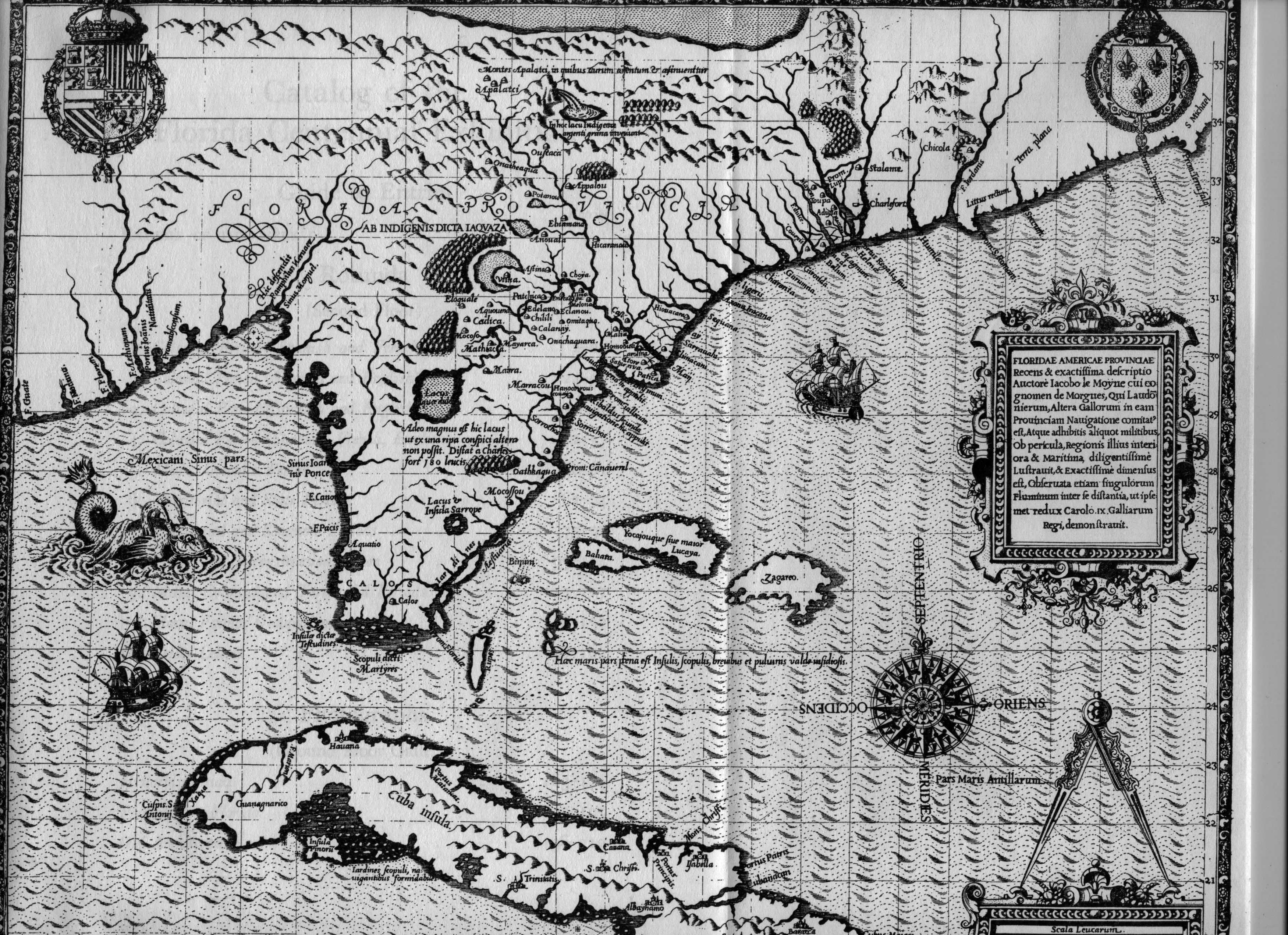
Un mapa de 1591 de Florida, de Jacques le Moyne de Morgues.

Juan Ponce de León, un conquistador y explorador español, usualmente es reconocido como el primer europeo en divisar Florida, pero probablemente había predecesores. Florida y la mayoría de la costa cercana están ilustradas en el Planisferio de Cantino, un mapa mundial temprano que fue copiado en 1502 de los mapas de navegación portugueses y contrabandeado en Italia una década antes de que Ponce zarpara al norte de Puerto Rico para explorar Florida. Es posible que Ponce de León no fue el primer español que desembarcó en Florida; comerciantes de esclavos podrían haber saqueados pueblos nativos antes de la llegada de Ponce, porque encontró al menos un indígena que hablaba español. Sin embargo, la expedición de 1513 de Ponce fue la primera expedición oficial a Florida. También dio a Florida su nombre. Otra leyenda dudosa dice que Ponce buscaba la Fuente de la juventud en la isla de Bimini, basado en la información de los nativos.
El 3 de marzo de 1513, Juan Ponce de León organizó y equipó tres naves para una expedición de Punta Aguada, Puerto Rico. La expedición incluía a 200 personas, incluyendo a mujeres y libertos negros.
Aunque se dice con frecuencia que divisó la península por primera vez el 27 de marzo de 1513, y pensó que era una isla, probablemente divisó una de las Bahamas en el momento. Desembarcó en la costa oriental de Florida durante la fiesta española de Pascua, Pascua Florida, el 7 de abril y así nombró la tierra La Pascua de la Florida. Después de explorar brevemente las tierras al sur del contemporáneo San Agustín, la expedición zarpó al sur, al fondo de la península de Florida, por los Cayos de la Florida, y a lo largo de la costa occidental hasta Charlotte Harbor, donde brevemente chocó con los Calusa antes de volver a Puerto Rico. A partir de 1513, la tierra sería llamada La Florida. Tras 1630, y por todo el siglo XVIII, Tegesta (de la tribu Tequesta) era un nombre alternativo.
Más intentos españoles de explorar y colonizar Florida fueron desastres. Ponce de León volvió al área de Charlotte Harbor en 1521 con equipaje y colonos para iniciar una colonia, pero fue repulsado por los calusa, y murió en Cuba de heridas de la lucha. La expedición de Pánfilo de Narváez exploró la costa occidental de Florida en 1528, pero sus exigencias violentes de oro y comida causó relaciones hostiles con los Tocobaga y otros grupos nativos. Con hambre y no capaz de encontrar sus naves de apoyo, Narváez intentó volver a México mediante balsas, pero fueron perdidas en el mar, y sólo cuatro miembros de la expedición sobrevivieron. Hernando de Soto desembarcó en Florida en 1539 y empezó un viaje de muchos años por el sureste de los presentes Estados Unidos, donde no encontraron oro, pero perdió su vida. En 1559, Tristán de Luna y Arellano estableció un asentamiento en Pensacola pero fue abandonado en 1561 tras un huracán violente.
El caballo, el que los nativos había cazado hasta la extinción hace 10.000 años, fue reintroducio en Norteamérica por los exploradores europeos, y en Florida en 1538. Los animales se volvieron ferales cuando eran perdidos o robados.
En 1564, René Goulaine de Laudonnière estableció Fuerte Caroline en el presente Jacksonville, como un refugio para los refugiados protestantes hugonotes de la persecución religiosa en Francia. Más al sur en la costa, en 1565 Pedro Menéndez de Avilés estableció San Agustín, el asentamiento europeo continuamente habitado más viejo en los estados estadounidenses. De esta base de operaciones, los españoles empezaron a construir misiones católicas.
Todas ciudades coloniales fueron establecidas en las desembocaduras de ríos. San Agustín fue establecido donde la Entrada de Matanzas permitía el acceso al Río Matanzas. Otras ciudades fueron establecidas en desembocaduras semejantes, incluyendo Jacksonville, West Palm Beach, Fort Lauderdale, Miami, Pensacola, Tampa, Fort Myers, y otras.
El 20 de septiembre de 1565, Menéndez de Avilés atacó el Fuerte Caroline, y mató la mayoría de los defensores hugonotes. Dos años después, Dominique de Gourgue recapturó el asentamiento de Francia y mató los defensores españoles.
San Agustín se convirtió en el asentamiento más importante de Florida. Poco más de un fuerte, frecuentemente fue atacado y quemado, y la mayoría de los residentes matados o expulsados. En 1586, el capitán y pirata inglés Sir Francis Drake saqueó y quemó la ciudad. Misioneros católicos usaban San Agustín como base de operaciones para establecer más de 100 misiones por toda Florida. Convirtieron a 26 000 indígenas para 1655, pero una revuelta en 1656 y una epidemia en 1659 resultaron devastadoras. Ataques de piratas y británicos eran implacables, y la ciudad fue quemada muchas veces antes de que España la fortaleciera con el Castillo de San Marcos (1672) y el Fuerte Matanzas (1742).
En el siglo XVII, colonizadores ingleses en Virginia y las Carolinas gradualmente pujaron la frontera español más al sur, y asentamientos franceses a lo largo del Río Misisipi coartaron las fronteras occidentales del reclamo español. En 1702, el coronel inglés James Moore y los aliados Yamasi y Creek atacaron y arrasaron San Agustín, pero no lograron tomar el fuerte. En 1704, Moore y sus soldados empezaron a quemar misiones españolas en el norte de Florida y ejecutaron a indígenas amables con los españoles. El fracaso del sistema de misiones españolas y la derrota de sus aliados los apalache en la Masacre de Apalache abrieron Florida a redadas esclavistas, las que alcanzaron hasta los Cayos de la Florida y decimaron la población indígena. La Guerra yamasee de 1715–1717 en las Carolinas hizo que muchos refugiados indígenas, como los Yamase, se mudaran al sur a Florida. En 1719, los franceses capturaron el asentamiento español en Pensacola.

#### Florida española como refugio para esclavos británicos escapados

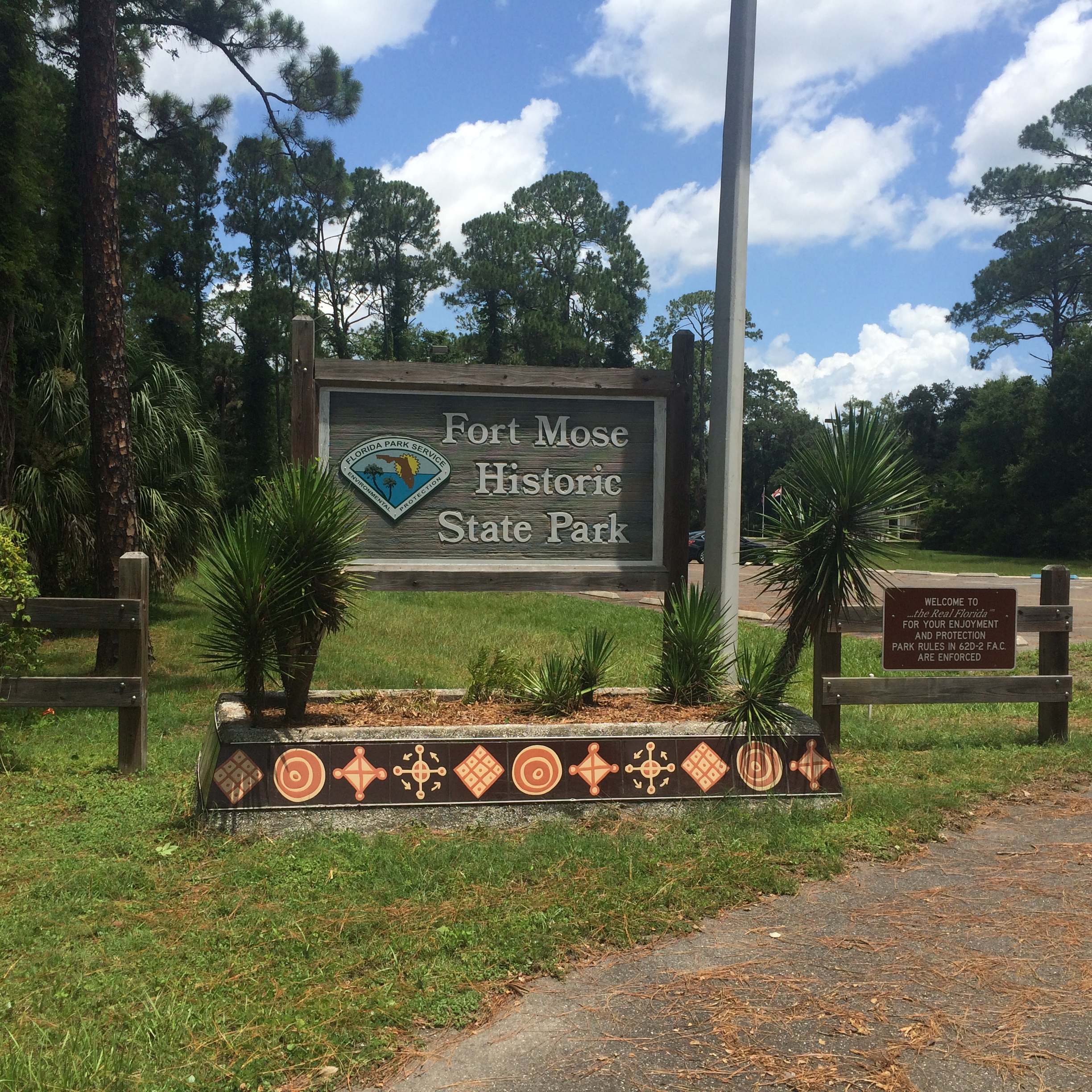
Gracia Real de Santa Teresa de Mosé (fuerte Mosé) de 1738

La frontera entre la colonia británica de Georgia y Florida española nunca era clara, y así siempre había conflictos en ambos lados, hasta que España cedió Florida a los Estados Unidos en 1821. Florida española, para socavar la economía de plantaciones británica, alentaba la huida de esclavos y les ofrecía la libertad y el refugio si se convertían al catolicismo. Esto era bien conocido en las colonias de Georgia y Carolina del Sur, y cientos de esclavos se escaparon al sur. Se asentaron en una comunidad al norte de San Agustín, llamada la Gracia Real de Santa Teresa de Mosé, el primer asentamiento de libertos negros en Norteamérica.
Esto enojó a los colonizadores británicos. Los británicos y sus colonias lucharon muchas veces contra los españoles, especialmente en 1702, y otra vez en 1740, cuando una gran fuerza bajo James Oglethorpe zarpó de Georgia y asedió San Agustín, pero no logró tomar el Castillo de San Marcos. Los indígenas creek y semínolas que habían establecido asentamientos en Florida a instancias del gobierno español, también alojaban a muchos esclavos escapados. En 1771, el gobernador John Moltrie escribió a la Junta de Comercio inglesa que "ha sido una práctica por algún tiempo, que los negros se huyen de sus dueños, y entran los pueblos indios, de donde ha resultado muy difícil recuperarlos". Cuando los oficiales británicos presionaron a los semínolas para que devolviesen  los esclavos escapados, los semínolas respondieron que simplemente habían dado "comida a gente hambrienta, e invitaron a los dueños a que capturasen a los escapados por sí mismos".

### El gobierno británico (1763–1783)

El territorio expandido de Florida occidental en 1767.

En 1763, España cedió Florida al Reino de Gran Bretaña a cambio del control de La Habana, en C, que los británicos habían capturado durante la guerra de los Siete Años. Este intercambio fue parte de una gran expansión de territorio británico tras su victoria en la guerra de los Siete Años. Casi toda la población española salió, llevando consigo a la mayoría de la población indígena a Florida Oriental y Florida Occidental. Los británicos no tardaron en construir la Carretera del Rey, que conectó San Agustín con Georgia. El gobierno británico dio concesiones de tierras a soldados y oficiales que habían luchado en la guerra franco-india para alentar la colonización. Para inducir a los colonizadores a mudarse a Florida, se publicaron en Inglaterra reportes de las riquezas naturales de Florida. Una gran cantidad de colonos «enérgicos y de buen carácter» se mudaron a Florida, la mayoría de Carolina del Sur, Georgia y Inglaterra, además de un grupo de Bermudas. Los británicos construyeron buenas carreteras públicas e introdujeron el cultivo de azúcar, añil y frutas, junto con la exportación de madera. Como resultado de estas iniciativas, Florida del noreste prosperó económicamente mucho más bajo el reinado británico. Además, los gobernadores británicos fueron mandados a convocar asambleas generales lo antes posible para hacer leyes para Florida, y mientras tanto, establecer cortes. Esto sería la primera introducción del sistema jurídico de origen inglés que todavía tiene Florida, incluyendo juicios con jurado, habeas corpus y gobierno comarcal.
Un colono escocés llamado el doctor Andrew Turnbull introdujo alrededor de 1.500 sirvientes contratados, de Menorca, Mallorca, Ibiza, Esmirna, Creta, la Península Mani y Sicilia, para cultivar  cáñamo, azúcar y añil, y para obtener ron. Establecida como New Smyrna, en meses la colonia sufrió bajas severas debido a enfermedades transmitidas por insectos y redadas de los indígenas. Muchos cultivos no florecieron en el suelo arenoso de Florida. Los cultivos que sobrevivieron usualmente no igualaban la calidad de los producidos en otras colonias. Los colonos se casaron con su servidumbre y el reinado de Turnbull. Muchas veces usaron a esclavos africanos para azotar colonos indisciplinados. El asentamiento colapsó, y los sobrevivientes huyeron a las autoridades británicas en San Agustín. Sus descendientes sobreviven hasta hoy, como también el nombre de New Smyrna.
En 1767, los británicos trasladaron la frontera norteña de Florida Occidental a una línea que se extendía de la boca del río Yazoo al este hasta el río Chattahoochee, y así el tercio más bajo de los estados contemporáneos de Misisipi y Alabama eran partes de Florida Occidental. Durante ese tiempo, los creeks se mudaron a Florida y formaron la tribu semínola.

#### Florida durante la Revolución de las Trece Colonias
Cuando los representantes de las Trece Colonias declararon su independencia de Gran Bretaña en 1776, muchos floridanos condenaron la acción. Florida occidental y oriental eran territorios aislados donde las poblaciones incluían un gran porcentaje de personal militar británico y sus familias. Había poco comercio con las colonias, así que a Florida no la afectó demasiado la crisis de la Ley del sello de 1765 y otras políticas que impulsaron la unificación de las Trece Colonias. Por eso, una mayoría de residentes floridanos eran lealistas, y las colonias de Florida oriental y occidental rechazaron mandar representantes al Congreso Continental.
Durante la guerra de Independencia de los Estados Unidos, algunos floridanos ayudaron a guiar redadas en los estados cercanos. Fuerzas continentales intentaron invadir Florida oriental a inicios del conflicto, pero fueron derrotadas el 17 de mayo de 1777 en la batalla de Thomas Creek en el contemporáneo Condado de Nassau cuando el coronel americano John Baker se rindió a los británicos. Otra incursión americana en el área fue rechazada en la batalla de Alligator Bridge el 30 de junio de 1778.
Las dos Floridas permanecieron leales a Gran Bretaña durante toda la guerra. Sin embargo, España, la que participaba indirectamente en la guerra como aliado de Francia, capturó Pensacola de los británicos en 1781. En 1783, elTratado de Paris terminó la Guerra de Independencia y devolvió toda Florida al control español, pero no definió sus fronteras. Los españoles querían la frontera expandida, y los Estados Unidos exigió la frontera vieja en el paralelo 31 de latitud N. En el Tratado de San Lorenzo de 1795, España reconoció el paralelo 31 como la frontera.

### Segundo dominio español (1783–1821)

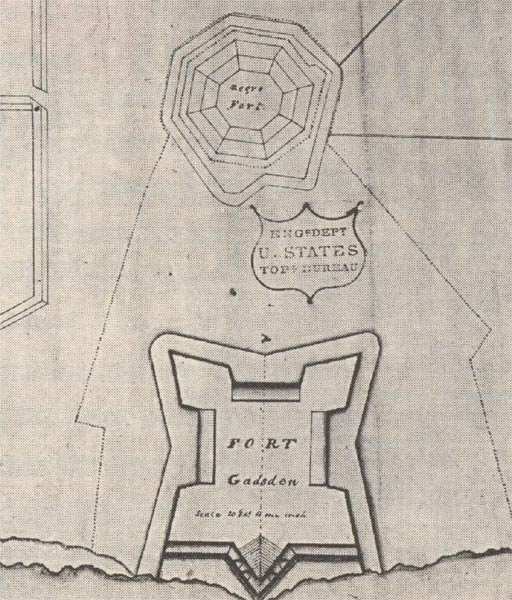
Fuerte de Negros (1814) refugio de esclavos huidos de Georgia (EE. UU.)

La reocupación española de Florida involucró la llegada de oficiales y soldados en San Agustín y Pensacola, pero no la llegada de muchos nuevos colonos. La mayoría de los residentes británicos habían partido y la mayoría del territorio estaba despoblado y desprotegido. La Florida del Norte todavía estaba habitada por la cultura semínola y constituía un refugio para esclavos escapados. Los colonos del sur de Georgia exigieron que España controlara la población semínola y capturara a los esclavos escapados. España respondió que los dueños esclavistas podían recapturar sus esclavos por sí mismos.
Algunos estadounidenses de origen inglés y escocés-irlandés empezaron a mudarse a la Florida del Norte desde Georgia y Carolina del Sur. Aunque técnicamente no permitidos por las autoridades españolas, los españoles nunca podían vigilar eficazmente la región fronteriza, con lo cual los colonos estadounidenses, los esclavos escapados y los indígenas seguían migrando a Florida.

#### República de Florida Occidental
Los colonos estadounidenses establecieron una posición permanente en el extremo oeste de la franja de Florida, sin permiso de los oficiales españoles. Los colonos británicos que se habían quedado también resentían el dominio español. En 1810 tuvo lugar una revolución y fue establecida la República de Florida Occidental el 23 de septiembre de 1810; la República duró 90 días. Tras algunas reuniones en junio, los rebeldes superaron la guarnición española en Baton Rouge (ahora en Luisiana), y desplegaron la bandera de la nueva república: una estrella blanca en un campo azul. La bandera sería llamada el "Bonnie Blue Flag".
En 1810, el presidente James Madison anexó partes de Florida Occidental mediante una proclamación, porque reclamó la región como parte de la Compra de Luisiana. Estas partes fueron incorporadas en el nuevo Territorio de Orleáns. Los Estados Unidos anexaron el Distrito de Mobile de Florida Occidental al Territorio de Misisipi en 1812. España seguía impugnando el reclamo, aunque los Estados Unidos gradualmente ampliaron el área que ocupaba. Esta área eventualmente se convirtió en partes del estados de Luisiana y Misisipi.

#### República de Florida Oriental
En marzo de 1812, los estadounidenses tomaron el control de la Isla de Amelia en la Costa atlántica y la declararon libre del control español. El general George Matthews organizó la revuelta. Matthews fue autorizado a negociar secretamente con el gobernador español para adquirir Florida Oriental pero, en cambio, organizó un grupo de colonizadores en Georgia, quienes llegaron a la ciudad española de Fernandina y exigieron la entrega de toda la Isla de Amelia. Al declarar la isla una república, Matthews dirigió a sus voluntarios con tropas regulares al sur hacia San Agustín.
Al enterarse de las acciones de Matthews, el Congreso se preocupó de que las acciones provocaran una guerra contra España, y el Secretario de Estado James Monroe ordenó a Matthews devolver todo el territorio capturado a las autoridades españolas. Tras muchos meses de negociaciones sobre el retiro de los estadounidenses y la indemnización por su forrajeo, los dos países llegaron a un acuerdo, y la Isla de Amelia fue devuelta a España en mayo de 1813.

#### Primera guerra semínola
La frontera floridana no guardada fue una fuente de tensión en el segundo periodo español. Los semínolas establecidos en la Florida Oriental fueron acusados de saquear asentamientos en Georgia, y la huida de esclavos enojó a los colonos de Georgia. El Negro Fort, un fuerte británico abandonado en el extremo oeste del territorio, fue guarnecido por los indígenas y los negros. El ejército de los Estados Unidos dirigió muchas incursiones contra el territorio español, en el marco de la primera guerra semínola, dirigida por Andrew Jackson. Jackson tomó el control temporal de Pensacola en 1818 y Estados Unidos en la práctica tomó el control de Florida Oriental. Según el Secretario de Estado John Quincy Adams, esta acción fue necesaria porque Florida se había convertido en "un lugar abandonado, abierto a la ocupación por cualquier enemigo, civilizado o salvaje, de los Estados Unidos, y que no servía a ningún prepósito más que ser un puesto de molestia para ellos."

#### Fin del control español
Tras las incursiones de Jackson, España decidió que Florida se había convertido en una responsabilidad demasiado grande, porque no podía permitirse mandar a colonos o guarniciones para ocupar la tierra y recibía pocos ingresos del territorio. Por eso, España decidió ceder Florida a los Estados Unidos. Los países negociaron el intercambio como parte del Tratado de Adams–Onís, que también resolvió varias disputas fronterizas entre las colonias españolas y los Estados Unidos a cambio de un pago de 5.000.000 de dólares de los Estados Unidos para resolver reclamos contra el gobierno español. El tratado fue firmado en 1819 y entró en vigor el 17 de julio de 1821.

## La Frontera Estadounidense

### El Territorio de Florida (1822–1845)

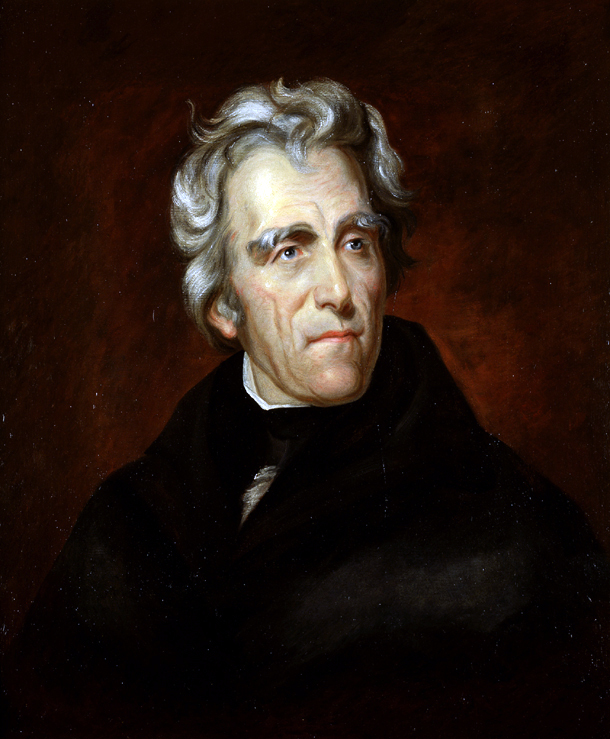
Andrew Jackson sirvió como el primerGobernador df Florida.

Florida se convirtió en un territorio organizado de los Estados Unidos el 30 de marzo de 1822. Los estadounidenses fusionaron Florida Oriental y Florida Occidental y anexaron la mayoría de Florida Occidental al Territorio de Orleáns y al Territorio de Misisipi. Establecieron una nueva capital enTallahassee, convenientemente ubicada a medio camino entre San Agustín, la capital de Florida Oriental, y Pensacola, la capital de Florida Occidental. Los dos primeros condados de Florida, Escambia y San Juan, aproximadamente coincidían con las fronteras de Florida Occidental y Oriental.
Los semínolas negros, quienes vivían cerca de San Agustín huyeron a La Habana para evitar el dominio estadounidense. Algunos semínolas también abandonaron sus asentamientos y se mudaron más al sur. Cientos de semínolas negros y esclavos escapados huyeron a inicios del siglo XIX de Cape Florida a Bahamas, donde se asentaron en la Isla de Andros.

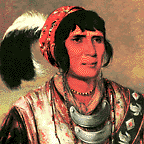
El líder seminola Osceola.

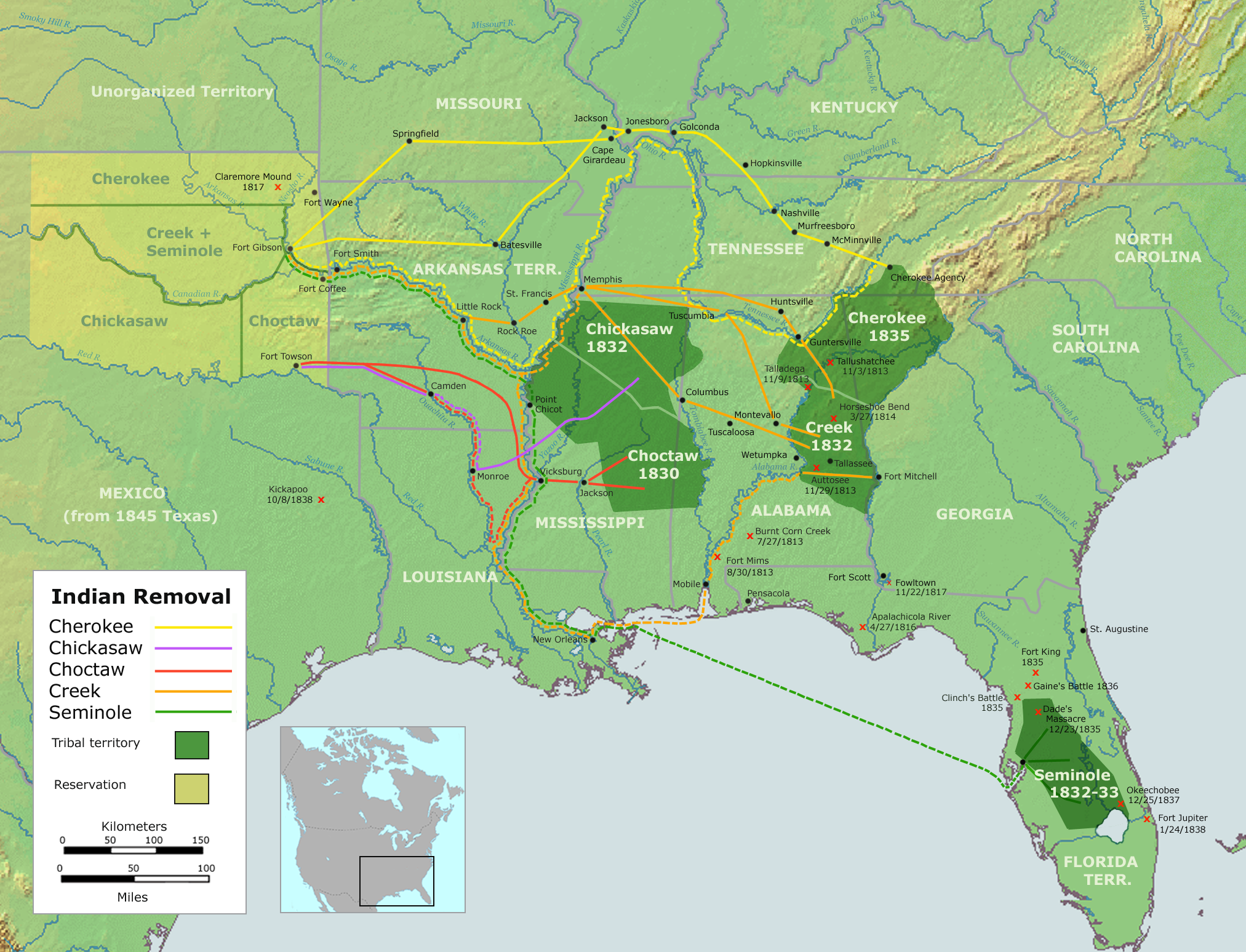
Traslado forzoso (sendero de lágrimas) de los seminola (1832)

Mientras la colonización aumentó, la presión aumentó en los Estados Unidos para expulsar a los indígenas de sus tierras en Florida. Muchos colonos en Florida desarrollaron la agricultura de plantaciones, semejante a la de otras áreas del Sur. Para consternación de los nuevos terratenientes, los semínolas dieron refugio a esclavos escapados y los integraron, y choques entre los blancos y los indígenas aumentaron mientras nuevos colonos llegaron.
En 1832, el gobierno estadounidense firmó el Tratado de Payne's Landing con algunos de los jefes semínolas y les prometió tierras al oeste del Río Misisipi si acordaban salir de Florida voluntariamente. Muchos semínolas salieron entonces, pero algunos permanecieron, listos para defender sus reclamos a la tierra. Colonos blancos presionaron al gobierno a expulsar a todos los indígenas, y en 1835, el ejército estadounidense llegó para hacer cumplir el tratado.
La segunda guerra semínola se inició a finales de 1835 con la Masacre de Dade, cuando los semínolas emboscaron las tropas que se marchaba de Fort Brooke (Tampa) para reforzar Fort King (Ocala). Mataron o hirieron mortalmente todas las tropas salvo un soldado. Entre 900 y 1.500 guerreros semínolas eficazmente emplearon tácticas de guerrillas por siete años. Osceola, un jefe de guerra joven y carismático, empezó a simbolizar la guerra y los semínolas después de su arresto por el general de brigada Joseph Marion Hernandez mientras negociando bajo una bandera de tregua en octubre de 1837, por orden del general Thomas Jesup. Preso inicialmente en el Fuerte Marion, murió de malaria en Fuerte Moultrie en Carolina del Sur menos de tres meses después de su captura. La guerra terminó en 1842. Se estima que el gobierno de los Estados Unidos gastó entre 20 millones de dólares (más de $500.000.000 en dólares de 2018) y 40 millones de dólares (más de $1.000.000.000 en dólares de 2018). Casi todos los semínolas fueron exiliados por la fuerza a tierras creek al oeste del Misisipi; cientos permanecieron en losEverglades.

### Condición de Estado (1845)

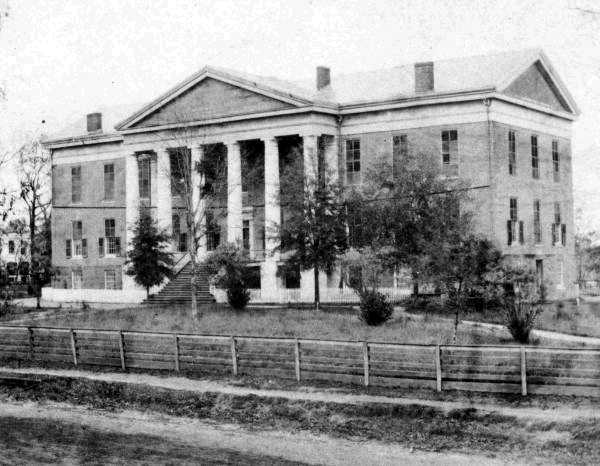
El Capitolio como fue construido en 1845.

El 3 de marzo de 1845, Florida se convirtió en el vigésimo séptimo estado de los Estados Unidos de América. Su primer gobernador fue William Dunn Moseley.
Casi la mitad de la población del estado fueron esclavos, negros que trabajaban en grandes plantaciones, entre los Ríos Apalachicola y Suwannee en la parte norte central del estado. Como sus dueños, los esclavos habían venido de las áreas costeras de Georgia y las Carolinas. Eran parte de la cultura Gullah-Gee Chee del Lowcountry. 
En los 1850, a causa de la transferencia potencial de propiedades federales al estado, incluyendo tierras semínolas, el gobierno federal decidió convencer a los semínolas restantes a emigrar. El Ejército reactivó Fort Harvie y lo renombró Fort Myers. Patrullas aumentadas instaron hostilidades, y eventualmente un ataque semínola contra Fort Myers que mató a dos soldados estadounidenses. La tercera guerra semínola ocurrió entre 1855 y 1858 y terminó con la mudanza de la mayoría de los semínolas restantes al Territorio Indio. En 1859, 79 semínolas se rindieron y fueron expulsados al oeste, pero una pequeña cantidad continuó viviendo en los Everglades.
En las vísperas de la guerra de Secesión, Florida tenía la población más pequeña de los estados sureños. La economía de Florida se concentraba en las plantaciones, las que dependían de la labor de esclavos. Para 1860, había 140.424 personas en Florida, y 44 por ciento eran esclavos; menos de 1.000 eran negros libres.

### La guerra de Secesión, la Reconstrucción, y la Época de Jim Crow

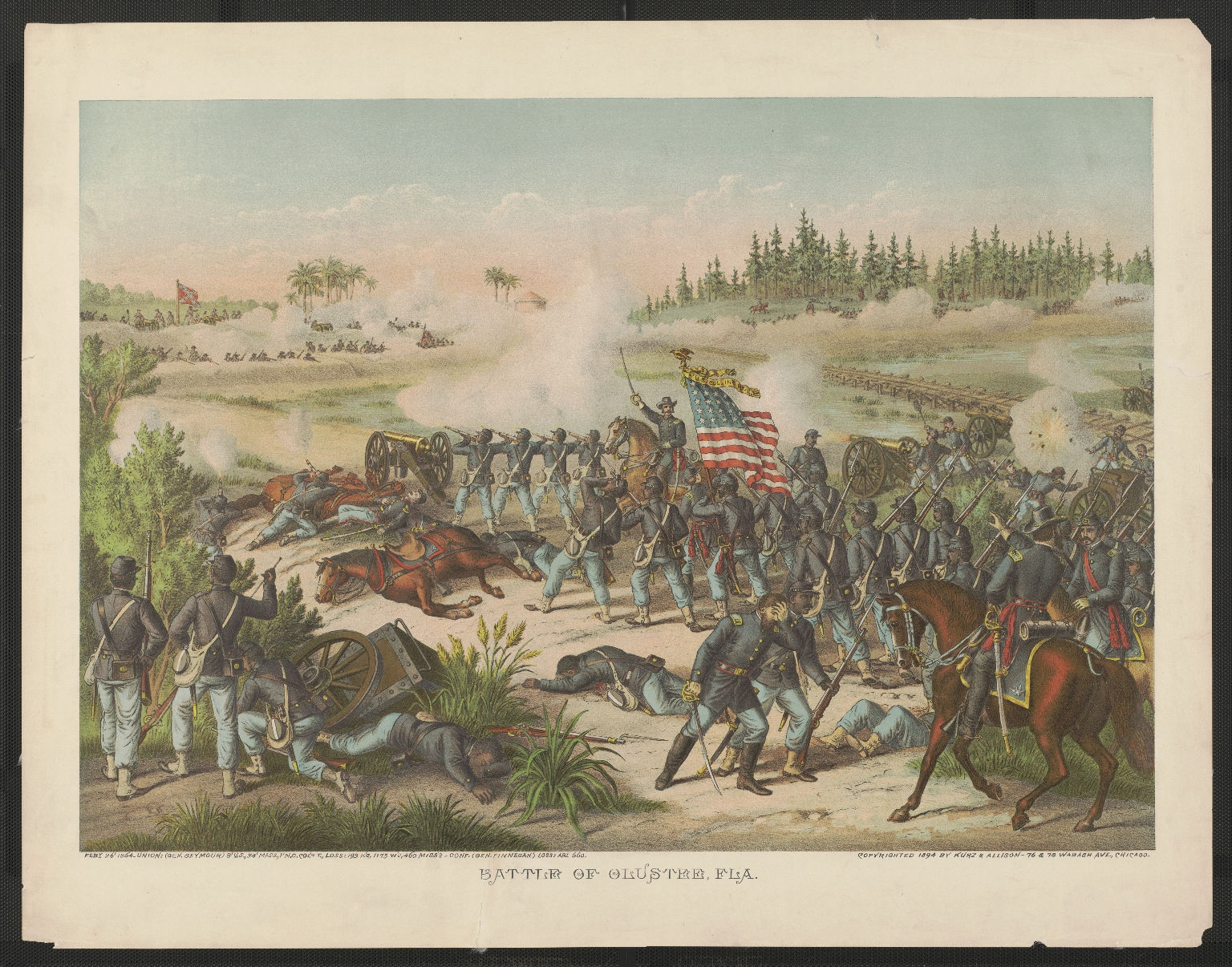
La Batalla de Olustee fue la única batalla importante de la guerra de Secesión que ocurrió en Florida.

Tras la elección de Abraham Lincoln en 1860, Florida se unió con otros estados sureños en separarse de la Unión. La secesión tuvo lugar el 10 de enero de 1861, y después de menos de un mes como una república independiente, Florida se convirtió en uno de los miembros iniciales de los Estados Confederados de América. Durante la guerra de Secesión, Florida fue una ruta de suministro importante para el Ejército Confederado. Por eso, las fuerzas unionistas iniciaron un bloqueo naval alrededor del entero estado, y tropas unionistas ocuparon puertos principales como Cedar Key, Jacksonville, Cayo Hueso, y Pensacola. Aunque en Florida hubo escaramuzas menores como la batalla de Natural Bridge, la de Marianna y la de Gainesville, la única batalla importante fue la de Olustee cerca de Lake City.
Durante la Reconstrucción que ocurrió tras la guerra de Secesión, republicanos moderados tomaron el control del estado, pero se volvieron fracturados y perdieron el apoyo público. Florida era una región periférica que atraía poca atención. El estado estaba escasamente poblado, tenía pocos libertos, no desempeñó un gran papel en la guerra y no experimentó mucha violencia. Progresivamente, se convirtió en un refugio para norteños quienes buscaban sol. 
El régimen moderado recurrió a maniobras complicadas y luchas internas. Redactó una constitución conservadora. La competición extensiva entre los liberales y los radicales del Partido Republicano alejó a tantos votantes que los demócratas tomaron el poder. Los demócratas amañaron elecciones y intentaron evitar que los negros votaran.
Se celebró una convención estatal en 1868 para reescribir la constitución. Tras cumplir con los requisitos del Congreso, incluyendo la ratificación de las Decimotercera y Decimocuarta Enmiendas a la Constitución de los Estados Unidos, Florida fue reunida con la Unión el 25 de junio de 1868. La reunión no terminó la lucha por el poder político en el estado. Blancos sureños se oponían a la participación de libertos negros, y se quejaban de representantes analfabetos a la legislatura estatal, sin embargo, cuatro de los seis representantes analfabetos eran blancos.
Cuando las tropas federales salieron del Sur en 1877, demócratas blancos ejercieron la supresión del votante, y retomó el control de la legislatura estatal. Logró esto parcialmente mediante acciones violentas de grupos paramilitares que intentaron disuadir a los negros de votar. 
Desde 1885 hasta 1889, la legislatura principalmente blanca pasó estatutos para imponer impuestos de votación y otros impedimentos de la votación por negros y blancos pobres. Estos grupos habían amenazado el poder demócrata con una coalición populista. Mientras estos grupos perdieron sus derechos de votación, demócratas blancos establecieron un estado de partido único, como ocurrió por todo el Sur.
En este periodo, la violencia blanca contra los negros aumentó, particularmente los linchamientos, los que alcanzaron su máximo nivel hacia el inicio del siglo XX.
La Gran Congelación de 1894-5 arruinó cultivos de cítricos, y causó un efecto dominó en la economía, especialmente la de Florida Central.
Para 1900, aproximadamente 44 por ciento de la población del estado eran negros y, en efecto, no tenían el derecho de votar. Como no podían votar, no podían ser jurados, y no eran elegidos a cargos locales, estatales, o federales. Tampoco eran reclutados para posiciones gubernamentales. Después del fin de la Reconstrucción, la legislatura de Florida aprobó Leyes Jim Crow que establecieron la segregación racial en los servicios y el transporte públicos. Se requirió secciones distintas en vagones de ferrocarril para negros y blancos a partir de 1887. Se requería salas de espera separadas a partir de 1909.

## Desde 1900
En 1900, Florida era un estado agrícola y fronterizo; la mayoría de los floridanos vivían dentro de 80 kilómetros de la frontera de Georgia. La población aumentó de 529.000 en 1900 a 18,3 millones en 2009. La explosión demográfica se inició con la bonanza de tierra de los 1920, cuando Florida se convirtió en un destino para turistas y un paraíso para especuladores de tierra. Gente de todo el Sureste migró a Florida en esta época, y así creó una cultura sureña en la parte central del estado y expandió la existente de la región norteña.
En los 1920, muchos desarrolladores invirtieron en tierra en las partes sureñas del estado. Cuando la Gran Depresión inició en 1929, los precios de viviendas se desplomaron. Perjudicada por la Gran Depresión y el colapso de los precios de viviendas, Florida, como muchos otros estados, se mantuvo a flote con dinero de ayuda federal de la administración de Franklin D. Roosevelt.
La economía de Florida no se recuperó completamente hasta las vísperas de la Segunda Guerra Mundial. El clima, suavizado por la disponibilidad creciente del acondicionamiento de aire, y el bajo costo de vida, hicieron del estado un refugio. En 1945, al fin de la Guerra, mucha gente del Noreste y el Rust Belt migraron a las partes centrales y sureñas de Florida. Debido a la migración desde 1945, las personas no nativas de Florida constituyen el 63 por ciento de la población actual. En décadas más recientes, más migrantes han llegado para buscar empleo en una economía creciente.

### Relaciones raciales
Tras la Primera Guerra Mundial, había un aumento del número de linchamientos y otras formas de violencia contra negros en el Sur y en ciudades principales. La violencia se debía al estrés de cambios económicos y sociales rápidos, la competición por el empleo, y resentimiento de la Reconstrucción, junto con las tensiones resultantes de la vuelta de veteranos negros.
Los blancos continuaron recurriendo a los linchamientos para mantener su dominio. Muchedumbres blancas cometieron masacres, acompañadas por la destrucción de casas de negros, iglesias y escuelas en las communidades pequeñas de Ocoee, Perry y Rosewood. El gobernador designó a un gran jurado especial y un fiscal especial para investigar Rosewood y el Condado de Levy, pero el jurado no halló evidencia suficiente para procesar. Rosewood nunca fue reasentado.
Para escapar de la segregación, los linchamientos y la supresión de derechos civiles, 40.000 afroestadounidenses migraron de Florida a ciudades norteñas en la Gran Migración de 1910-1940, una quinta parte de la población negra de Florida.

### Auge de los 1920
Los años 20 fueron una época próspera para la mayoría del país, incluyendo Florida. Los nuevos ferrocarriles de Florida abrieron grandes áreas al desarrollo y propiciaron la Burbuja inmobiliaria de Florida de los 1920. Inversionistas de todo tipo, muchos de fuera de Florida, rápidamente compraron y vendieron para aprovechar de la revalorización rápida de comunidades nuevamente planificadas como Miami y Palm Beach. Miami se convirtió mediante la especulación de tierra y proyectos de construcción ambiciosos en una metrópolis creciente. Una conciencia sobre el atractivo clima de Florida, y la promoción local de la especulación, instaron el auge.
Para 1924, los asuntos principales en elecciones estatales fueron cómo atraer más industria y cómo construir buenas carreteras para turistas.
Para 1925, el mercado se quedó sin compradores para pagar los altos precios, y el auge se convirtió en una debacle. El Huracán de Miami de 1926, que casi destruyó la ciudad, redujo el mercado inmobiliario. En 1928, otro huracán sacudió Florida del Sur. El Huracán de Okeechobee de 1928 tocó tierra cerca de Palm Beach, y dañó severamente la infraestructura local. En municipalidades cerca del Lago Okeechobee, la tormenta rompió un dique y creó una marejada ciclónica que mató más de 2.000 personas y destruyó las ciudades de Belle Glade y Pahokee.

### La Prohibición
La ley seca era popular en el norte de Florida, pero no así en el resto del Sur, que pasó a ser un refugio para los bares clandestinos y los contrabandistas en los 1920. Durante 1928-32 una amplia coalición de jueces, abogados, políticos, periodistas, cerveceros, posaderos y otros se organizó para intentar revocar la ley seca. Cuando el gobierno federal legalizó las cervezas y los vinos de baja graduación en 1933, la coalición "mojada" inició una campaña exitosa para legalizar dichas bebidas en Florida.
Posteriormente, floridanos se unieron a la campaña nacional para revocar la Decimoctava Enmienda de la Constitución, que sería revocada en diciembre de 1933. El próximo noviembre, votantes de Florida revocaron la prohibición constitucional floridana del licor, y otorgaron a los gobiernos locales la capacidad de legalizar o prohibir bebidas alcohólicas.

### La Gran Depresión
La Gran Depresión empezó con el derrumbe bursátil de 1929. Para entonces, la economía ya había disminuido en la mayor parte de Florida debido al derrumbamiento de la burbuja inmobiliaria de los 1920. El New Deal (1933–40) cambió el paisaje ambiental de Florida del sur. La Works Progress Administration (WPA) construyó alcantarillados, carreteras y escuelas. Había campamentos de trabajo para hombres jóvenes del Cuerpo Civil de Conservación (CCC).
Florida legalizó el juego en 1931, y permitió un establecimiento de apuestas mutuas. Para 2014, había 30 de esos establecimientos que generaban 200 millones de dólares en impuestos y tasas estatales.
Anticipando la guerra, el Ejército y la Armada estadounidenses decidieron usar el estado como un área principal de entrenamiento.

### La Segunda Guerra Mundial y el desarrollo de la industria espacial

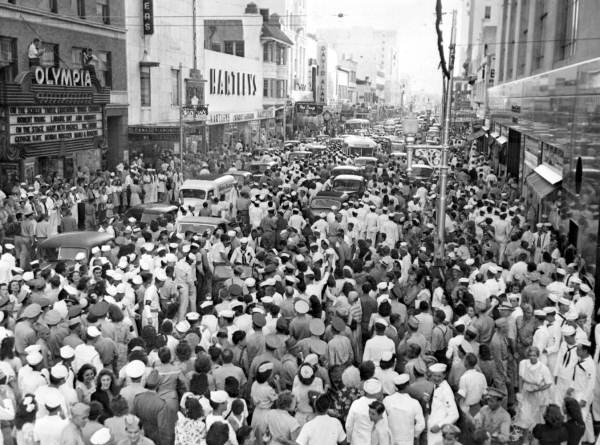
Soldados y floridanos en el centro de Miami veinte minutos tras la rendición de Japón que terminó la Segunda Guerra Mundial (1945).

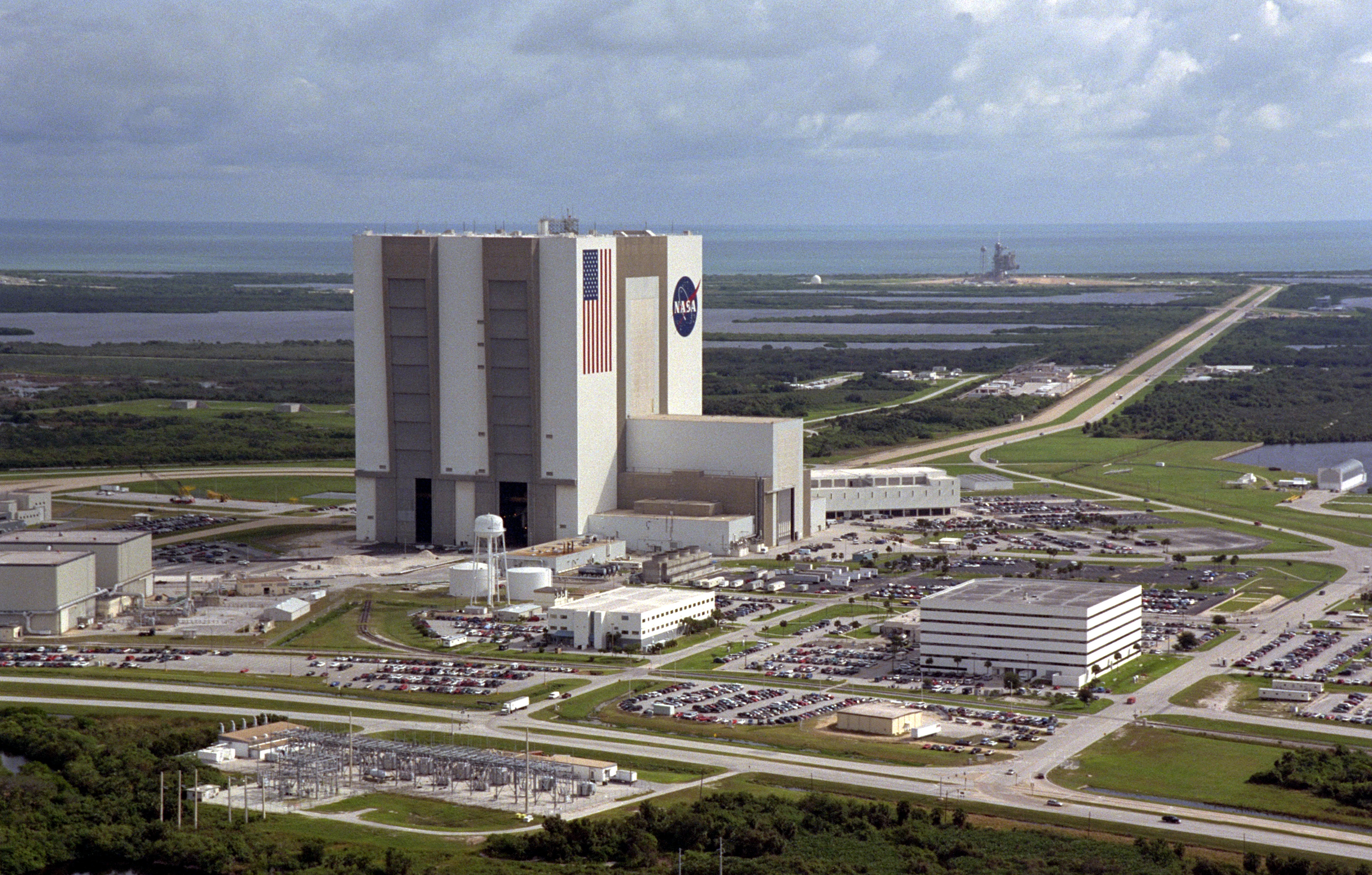
El Centro espacial John F. Kennedy.

Alrededor de 248.000 floridanos sirvieron en la guerra. Alrededor de 50.000 de estos eran afroestadounidenses.
El estado se convirtió en un centro importante para las Fuerzas Armadas de los Estados Unidos. La Estación Aeronaval Pensacola fue establecida como una estación naval en 1826 y se convirtió en la primera estación aeronaval estadounidense en 1917. Cuando todo el país se movilizó para la Segunda Guerra Mundial, se establecieron muchas bases en Florida, incluyendo la Estación Aeronaval Jacksonville, la Estación Naval Mayport, la Estación Aeronaval Cecil Field, la Estación Aeronaval Whiting Field y la Base de la Fuerza Aérea Homestead.
La Base de la Fuerza Aérea Eglin y la Base de la Fuerza Aérea MacDill (ahora el cuartel general del Mando Central de los Estados Unidos) fueron desarrolladas en ese tiempo. Durante la Guerra Fría, el acceso a la costa y la cercanía a Cuba fomentaron el desarrollo de estas y otras facilidades militares. Desde el fin de la Guerra Fría, han cerrado algunas instalaciones, incluyendo las grandes bases en Homestead y Cecil Field, pero las fuerzas armadas permanecen significantes en la economía de Florida.
La población 46 por ciento durante los 1940.
A causa de la cercanía relativa del Cabo Cañaveral al ecuador. Fue elegido en 1949 como una zona de ensayo para el programa de misiles del país. La Base de la Fuerza Aérea Patrick y la plataforma de lanzamiento de Cabo Cañaveral empezaron a desarrollarse en los 1950. Para los 1960, la Carrera espacial estaba en plena acción. Mientras los programas se desarrollaron y empleados se unieron, el programa espacial generó un gran auge en las comunidades alrededor del Cabo Cañaveral. El área ahora es llamada la Space Coast (en español: La costa espacial). También es un centro de la industria aeroespacial. Todos los vuelos espaciales tripulados de los Estados Unidos lanzaron del Centro espacial John F. Kennedy.

### Mirgaciones y el movimiento por los derechos civiles

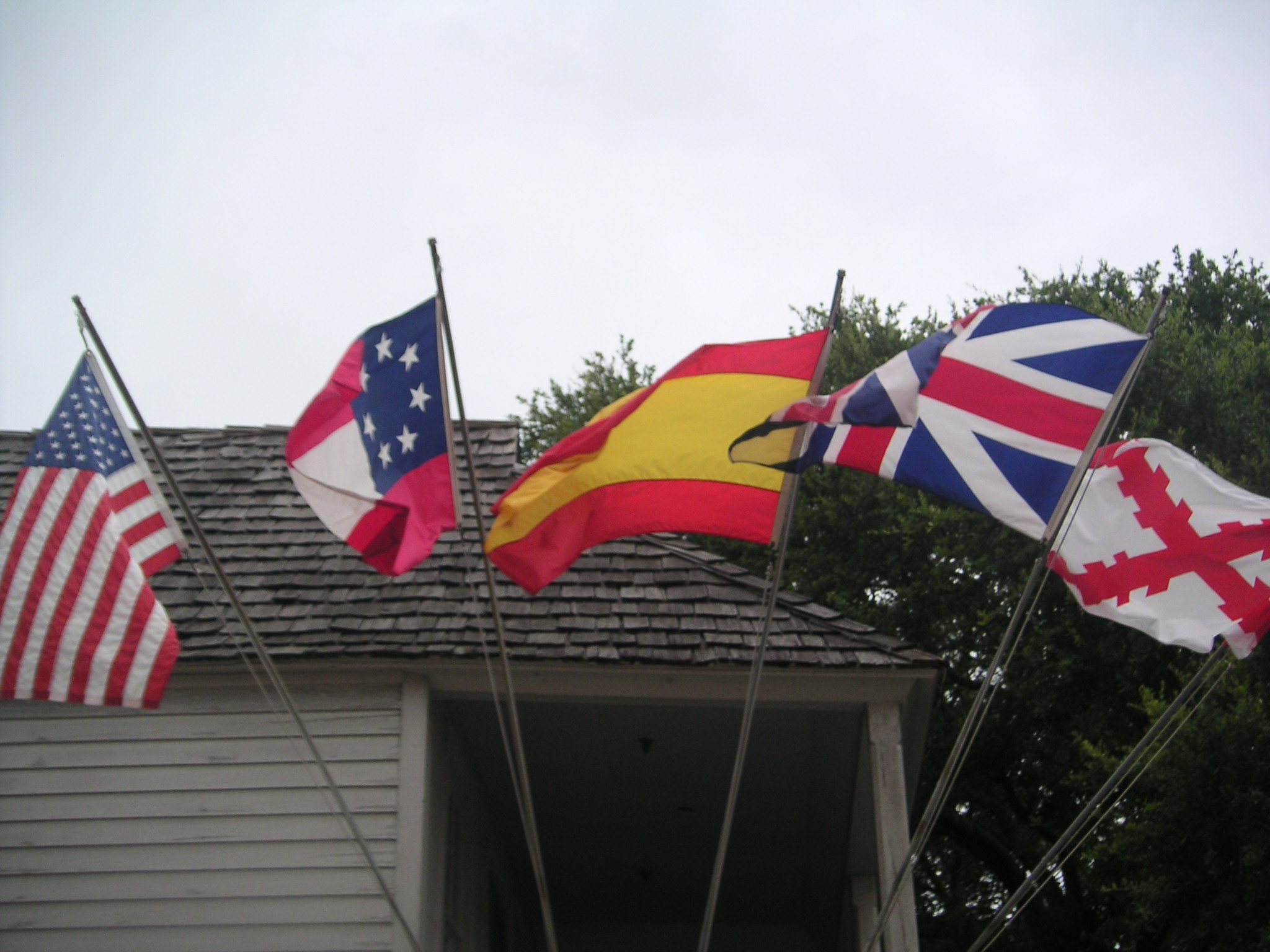
Cinco banderas de Florida, no incluyendo la actual Bandera de la Florida o la de Francia.

La mezcla de población de Florida ha cambiado. Tras la Segunda Guerra Mundial, Florida se transformó mientras el desarrollo del acondicionamiento de aire y el Sistema Interestatal de Autopistas fomentaron la migración por residentes del Norte y el Medioeste. 
Antes de su desarrollo, las marismas salobres de Florida producían grandes cantidades de mosquitos. Mediante el secamiento de las marismas y el uso de sustancias químicas, se logró la mitigación de estos mosquitos.
La Revolución cubana de 1959 provocó una oleada de inmigración cubana a Florida del Sur, la cual convirtió Miami en un centro de comercio, financiación y transporte por toda Latinoamérica. La inmigración de Haití, otros estados caribeños y América del Centro y del Sur continúa hasta hoy en día.
Como los otros estados del sur, Florida tenía muchos líderes afroestadounidenses quienes participaron en el movimiento por los derechos civiles. En los años 40 y 50 una nueva generación empezó a trabajar en asuntos, animada por los veteranos quienes habían luchado en la Segunda Guerra Mundial y querían ganar más derechos civiles. Harry T. Moore ayudó a desarrollar la National Association for the Advancement of Colored People (NAACP) en Florida, y rápidamente incrementó su membresía a 10.000 personas. Ya que las leyes de votación de Florida no eran tan restrictivas como en otros estados sureños, logró incrementar el registro de votación para afroestadounidenses desde 5 hasta 31 por ciento de los elegibles.
En diciembre de 1951, unos blancos racistas bombardearon la casa del activista Harry Moore y su esposa Harriette, quienes murieron en la explosión. Hubo varios atentados contra afroestadounidenses en Florida en 1951-1952.
En el período de posguerra, la población del estado cambió debido a la migración de nuevos grupos y la emigración de afroestadounidenses.

### Controversia de la elección presidencial de 2000

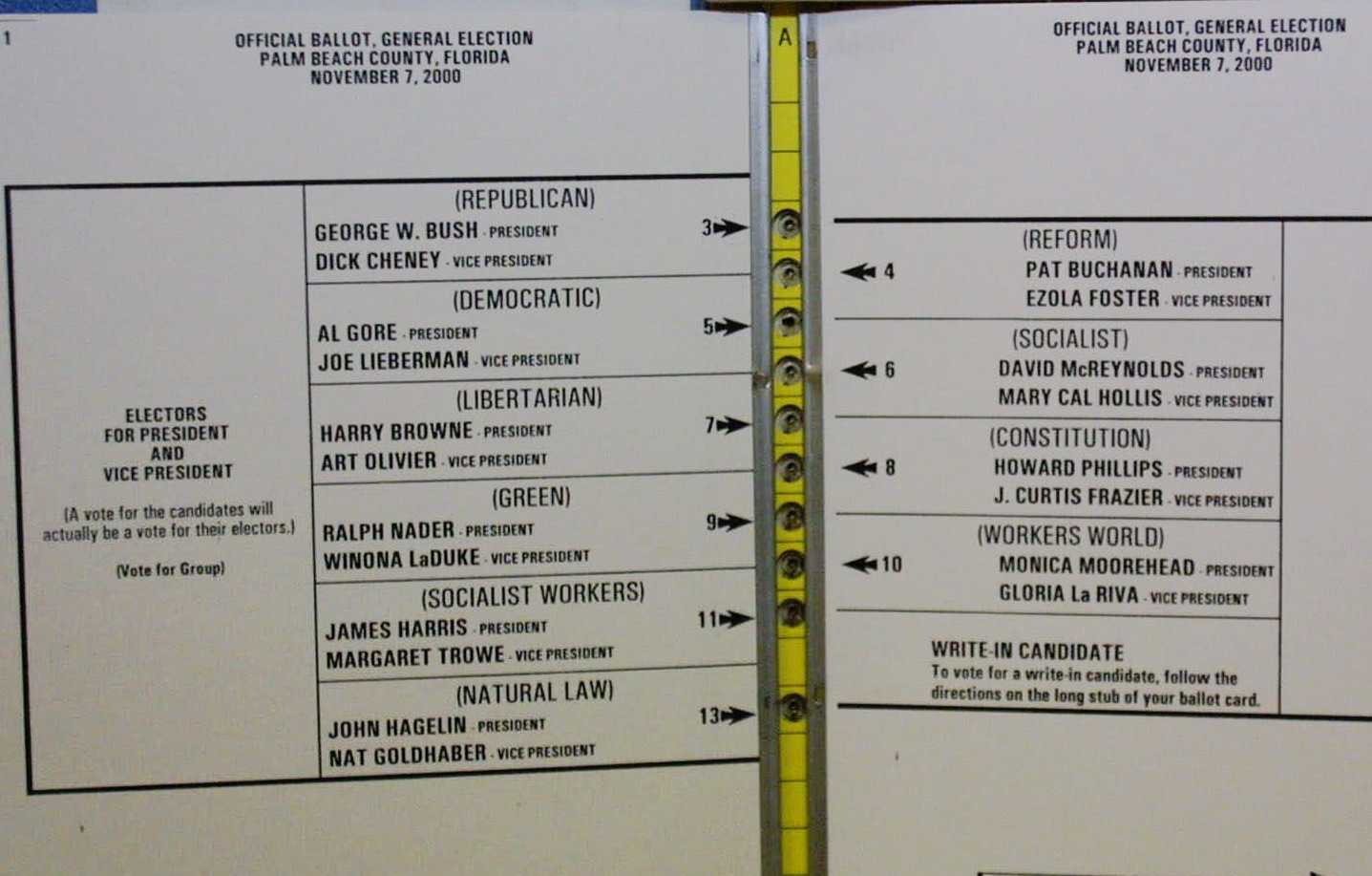
"Butterfly ballot"

Durante las elecciones presidenciales de Estados Unidos de 2000, el voto popular en Florida era muy reñido, y activó recuentos automáticos. Los recuentos instaron acusaciones de fraude y manipulación, y sacó a la luz irregularidades de votación en el estado.
Esfuerzos subsecuentes de recuento degeneraron en argumentos sobre boletas defectuosas o erróneas y decisiones polémicas por la secretaria de estado de Florida Katherine Harris y la Corte Suprema de Florida. Por fin, la Corte Suprema de los Estados Unidos falló en Bush v. Gore para terminar todos recuentos y permitir a Harris a certificar los resultados de la elección. El recuento final dio la victoria a George W. Bush contra Al Gore por 537 votos. El proceso fue muy divisivo, incluyendo los Disturbios Brooks Brothers, e instó exigencias de reforma electoral en Florida.

### Everglades, huracanes, perforación, y el medio ambiente
Hay mucha atención científica sobre la fragilidad de las Everglades. En 2000, el Congreso autorizó el Plan Comprehensivo de la Restauración de las Everglades, de 8 mil millones de dólares, para restaurar la salud del ecosistema de las Everglades y maximizar el valor de su tierra, agua, y suelo. 

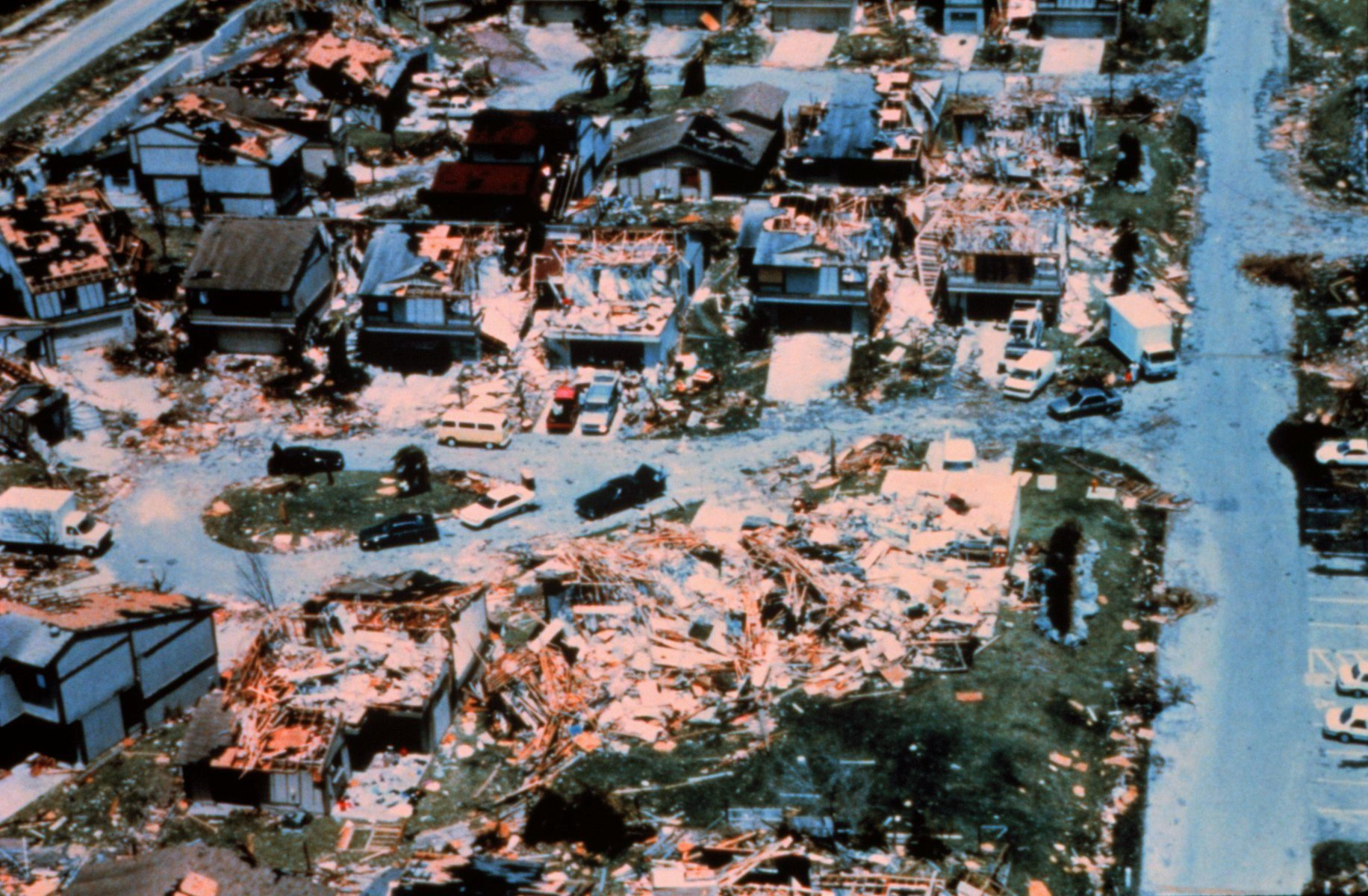
La destrucción en Lakes by the Bay después del Huracán Andrew

En agosto de 1992, el Huracán Andrew asoló Homestead,al sur de Miami, como un huracán de Categoría 5 y mató a 40 personas, destruyó o dañó 100.000 casas, dejó más de un millón de gente sin electricidad, y causó daños de 20 a 30 mil millones de dólares. Además del gran daño causado, el huracán casi destruyó la industria de seguridades en la región.
En 1995, la franja occidental quedó muy dañado por los huracanes Allison, Erin, y Opal.
Florida también sufrió durante la temporada de huracanes en el Atlántico de 2004, cuando cuatro tormentas poderosas asolaron el estado. El Huracán Charley tocó tierra en el área del Condado de Charlotte y se desplazó hacia el norte a través de la península, el Huracán Frances asoló la costa atlántica y inundó Florida central con llueve, el Huracán Ivan causó daño serio en la franja occidental, y el Huracán Jeanne dañó la misma área que Frances, y causó erosión de playas. Los daños de las cuatro tormentas eran entre 22 y 40 mil millones de dólares. En 2005, Florida del Sur fue asolada por los huracanes Katrina y Wilma, y el Huracán Dennis asoló la franja de Florida.
Florida siempre ha corrido el riesgo de huracanes y tormentas tropicales, pero la concentración de población y el desarrollo en las costas ha resultado en más riesgo y daños materiales. Además, el desarrollo ha superado el sistema natural de humedales, el que previamente absorbía alguno de la energía y las aguas de las tormentas.
Asuntos ambientales incluyen la preservación y restauración de los Everglades. Grupos industriales habían presionado por explotación petrolera en el Golfo de México oriental.
Desde 1872, se han cultivado y se han vendidolas naranjas en Florida. Sin embargo, desde la temporada de 2008-9 hasta la temporada de 2016-17, la producción se redujo por 59 por ciento, debido al cancro, el HLB, y daños de huracanes.

## El turismo

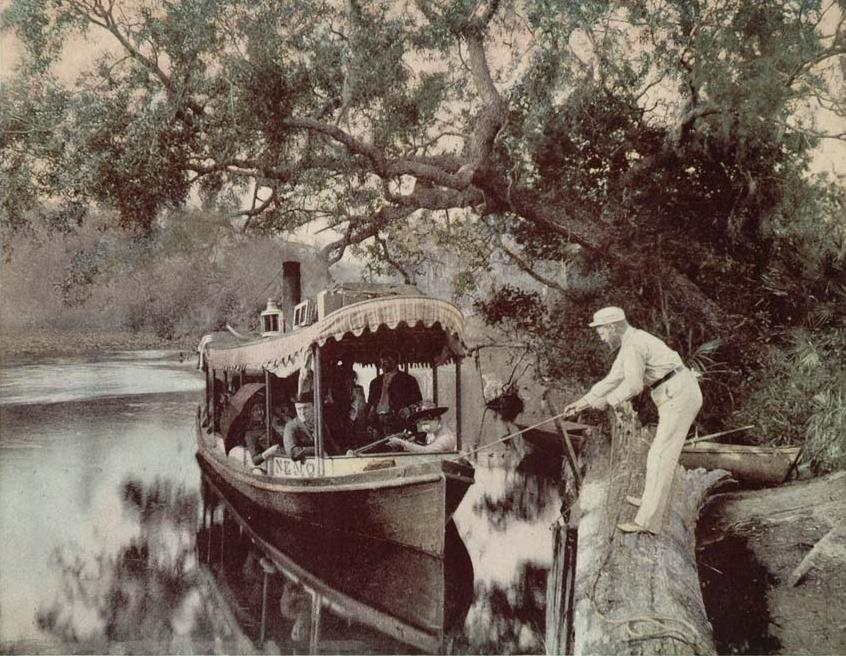
Turistas cazando en 1893

Durante el fin del siglo XIX, Florida se convirtió en un destino turístico popular mientras los ferrocarriles de Henry Flagler se expandieron en el área.

### Parques de atracciones

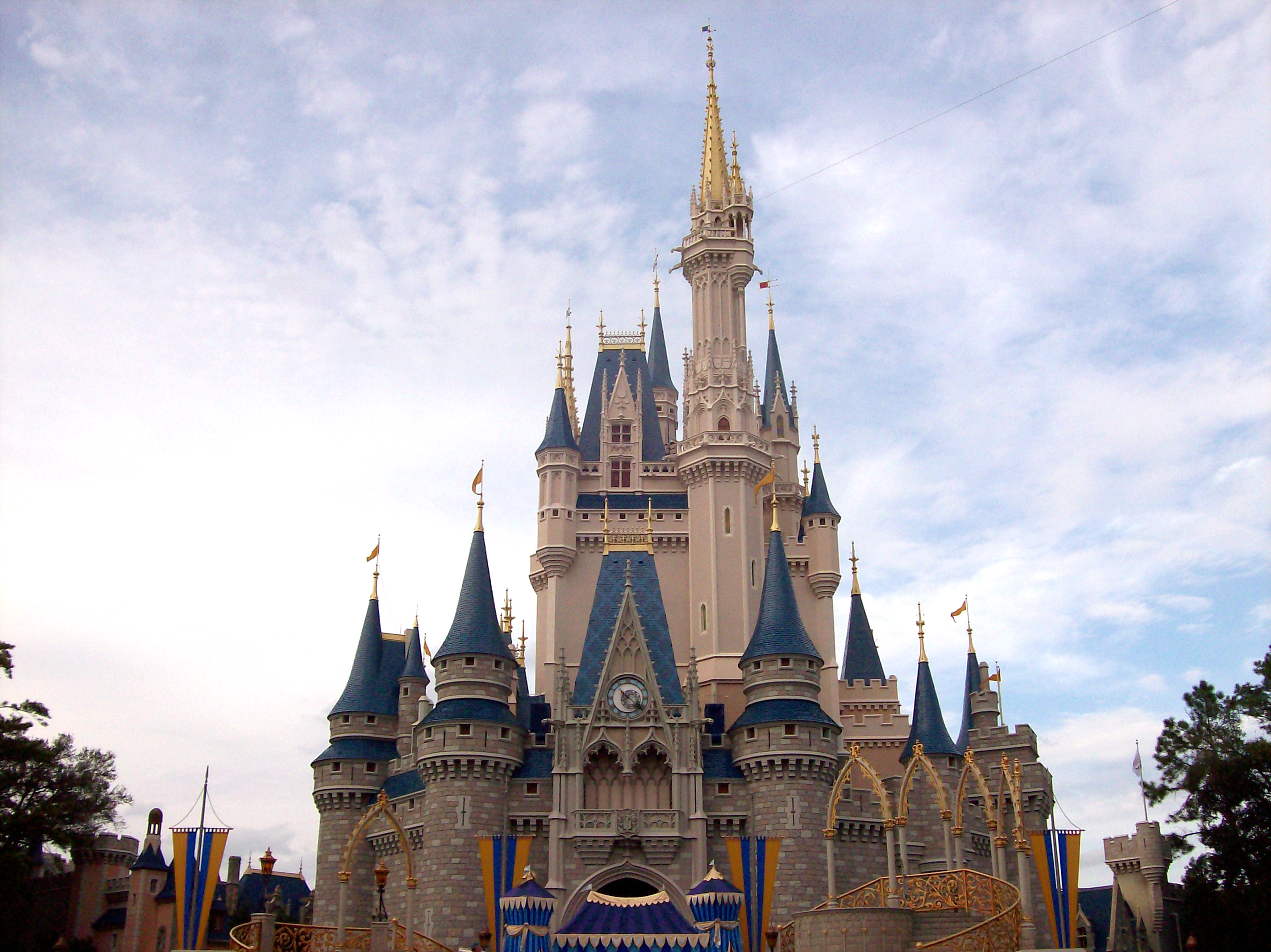
El Magic Kingdom en Walt Disney World Resort

Los primeros parques de atracciones de Florida fueron construidos en los 1930, incluyendo Cypress Gardens (1936) y Marineland (1938).

#### Disney World
Disney eligió Orlando entre otros sitios para una versión expandida de su Disneyland Park en California. En 1971, el Magic Kingdom, el primer componente del complejo, abrió sus puertas y se convirtió en la atracción más famosa de Florida, atrayendo a millones de visitantes cada año. También instó el desarrollo de otras atracciones, y complejos de alojamiento y empresas relacionados.
El área de Orlando llegó a ser un destino internacional para resorts y convenciones. Otros parques de atracciones del área incluyen el Universal Orlando Resort y SeaWorld.